# 백면서생
백면서생(白面書生)은 '오로지 글만 읽고 세상 일에 경험이 없는 사람'을 이르는 말이다.
남조 송나라 태위 심경지(沈慶之)에 의해 처음 만들어진 고사성어이다.
어느 날 남조 송나라 효무제는 변경 수비군의 총사령관 건무장군(建武將軍) 심경지가 배석한 자리에 문신들을 불러 놓고 숙적인 북위(北魏:386~534)를 치기 위한 출병을 논의했다.
먼저 심경지는 북벌(北伐) 실패의 전례를 들어 출병을 반대하고 이렇게 말했다.
耕當問奴 織當問婢 欲伐國 而與白面書生 謀之事何由濟
(폐하, 밭갈이는 농부에게 맡기고 바느질은 아낙에게 맡겨야 하옵니다.
하온데 폐하께서는 어찌 북벌 출병을 '백면서생(白面書生)'과 논의하려 하시나이까?)

그러나 효무제(孝武帝)는 심경지(沈慶之)의 의견을 듣지 않고 문신들의 의견을 받아들여 출병했다가 크게 패하고 말았다.— 송서(宋書) - 심경지전(沈慶之傳)